# رالف غودال
رالف غودال هو محامي وسياسي كندي، ولد في 5 أكتوبر 1949 في ريجاينا في كندا. نشط حزبياً في الحزب الليبرالي الكندي.

## مناصب
- انتخب Government House Leader [الإنجليزية]‏ (15 يناير 2002 – 25 مايو 2002).
- في 2000 Canadian federal election [الإنجليزية]‏، انتخب عضو مجلس العموم الكندي عن دائرة Wascana [الإنجليزية]‏ وقد انضم خلال فترته النيابية [الإنجليزية]‏ (27 نوفمبر 2000 – 27 يونيو 2004) للكتلة البرلمانية الحزب الليبرالي الكندي.
- في 2004 Canadian federal election [الإنجليزية]‏، انتخب عضو مجلس العموم الكندي عن دائرة Wascana [الإنجليزية]‏ وقد انضم خلال فترته النيابية [الإنجليزية]‏ (28 يونيو 2004 – 22 يناير 2006) للكتلة البرلمانية الحزب الليبرالي الكندي.
- في الانتخابات الاتحادية الكندية 2006 [الإنجليزية]‏، انتخب عضو مجلس العموم الكندي عن دائرة Wascana [الإنجليزية]‏ وقد انضم خلال فترته النيابية [الإنجليزية]‏ (23 يناير 2006 – 13 أكتوبر 2008) للكتلة البرلمانية الحزب الليبرالي الكندي.
- في الانتخابات الاتحادية الكندية 2008 [الإنجليزية]‏، انتخب عضو مجلس العموم الكندي عن دائرة Wascana [الإنجليزية]‏ وقد انضم خلال فترته النيابية [الإنجليزية]‏ (14 أكتوبر 2008 – 1 مايو 2011) للكتلة البرلمانية الحزب الليبرالي الكندي.
- في الانتخابات الاتحادية الكندية 2011 [الإنجليزية]‏، انتخب عضو مجلس العموم الكندي عن دائرة Wascana [الإنجليزية]‏ وقد انضم خلال فترته النيابية [الإنجليزية]‏ (2 مايو 2011 – 18 أكتوبر 2015) للكتلة البرلمانية الحزب الليبرالي الكندي.
- في الانتخابات الفيدرالية الكندية 2015، انتخب عضو مجلس العموم الكندي عن دائرة Regina—Wascana [الإنجليزية]‏ وقد انضم خلال فترته النيابية [الإنجليزية]‏ (19 أكتوبر 2015 – ) للكتلة البرلمانية الحزب الليبرالي الكندي.
- انتخب وزير الزراعة والأغذية الزراعية (كندا) (4 نوفمبر 1993 – 10 يونيو 1997).
- انتخب وزير الموارد الطبيعية [الإنجليزية]‏ (11 يونيو 1997 – 14 يناير 2002).
- انتخب عضو مجلس العموم الكندي عن دائرة Assiniboia (federal electoral district) [الإنجليزية]‏ (8 يوليو 1974 – 22 مايو 1979).
- في 1997 Canadian federal election [الإنجليزية]‏، انتخب عضو مجلس العموم الكندي عن دائرة Wascana [الإنجليزية]‏ وقد انضم خلال فترته النيابية [الإنجليزية]‏ (2 يونيو 1997 – 26 نوفمبر 2000) للكتلة البرلمانية الحزب الليبرالي الكندي.
- انتخب وزير الخدمات العامة والمشتريات [الإنجليزية]‏ (26 مايو 2002 – 11 ديسمبر 2003).
- انتخب Minister of Public Safety, Democratic Institutions and Intergovernmental Affairs [الإنجليزية]‏ (4 نوفمبر 2015 – 20 نوفمبر 2019).
- انتخب عضو المجلس التشريعي في ساسكاتشوان ‏ عن دائرة Assiniboia-Gravelbourg [الإنجليزية]‏ (1986 – 1988).
- انتخب وزير المالية [الإنجليزية]‏ (11 ديسمبر 2003 – 6 فبراير 2006).

## وصلات خارجية
- الموقع الرسمي